# Šamar (album)
Šamar je peti studijski album zagrebačkog punk rock sastava Hladno pivo, koji 2003. godine objavljuje diskografska kuća Dancing Bear. 

## O albumu
Godine 2002. sastav je snimio promotivni CD s pjesmom »Šamar« povodom redovite aktivističke kampanje "16 dana aktivizma protiv nasilja nad ženama". Tekst ove skladbe Kekin je napisao nakon što je bio zgrožen saborskom raspravom o ženskim pravima. Pjesmu je htio pokloniti aktivistkinjama za navedenu kampanju. Omot CD-a „Šamar“, tiskan je kao razglednica koja je dijeljena tijekom kampanje 2002. godine. Za ovu pjesmu snimljen je i spot koji je prvi put prikazan na konferenciji održanoj povodom kampanje.
Osim spomenute skladbe na albumu se nalaze još neke pjesme društveno angažiranog sadržaja. Radi se o skladbi »Ljetni hit« koja govori o temi homoseksualnosti, i skladbi »Frizerska pjesma« koja govori o pripadniku skinheads pokreta.   Skladba »Ljetni hit« već je objavljena na koncertnom albumu Istočno od Gajnica. Ovdje se nalazi njena studijska inačica.
U pjesmi "Teško je ful biti kul" gostuje Edo Maajka. Pjesmu »Cirkus«
otpjevao je vokal Bruce, pjesma je otpjevana u stilu hardcore punka. 
Na CD-u se nalaze i dva video spota. Autor spota za pjesmu "Himna (naša verzija)" je Goran Kulenović. Spot je snimljen povodom Svjetskog prvenstva u nogometu u Japanu, u trajanju od 2:54 minute, dok spot za pjesmu Šamar traje 4:48. Naslovljen je kao "Hladno Pivo feat B.A.B.E." Autor spota je Antonio Nuić.
Stvaranje albuma trajalo je sedam mjeseci, a snimalo se u Kekinovoj kući gdje je Denis Mujadžić instalirao svoju studijsku opremu, što je sastavu omogućilo rad bez pritiska te rad u vrijeme koje njima odgovara. Album je sniman u studiju 'Present' u ožujku i travnju 2003.

## Nagrade
Šamar je najnagrađivaniji studijski album Hladnog piva s 4 Porina, 4 Zlatne Koogle i jednim Davorinom.
Osim ovih nagrada Hladnom pivu je dodijeljena i nagrada HHO-a "Joško Kulušić" za promicanje ljudskih prava u medijima. Tadašnji član Izvršnog odbora HHO-a Tin Gazivoda nagradu je obrazložio riječima:
| „ | Hladno pivo svojim je posljednjim albumom senzibiliziralo javnost za ljudska prava, posebno, ali ne i jedino na nasilje u obitelji, više nego većina novinara ili nastavnika. | ” |
|   | |   |

Prema izboru najboljih domaćih albuma prvog desetljeća 21. stoljeća ovaj album je dobio 11 glasova. (Knjiga žalbe kao njihov drugi album u ovom izboru, uvrštena je sedam puta.)

## Popis pjesama
1. "Šamar" - 4:42
2. "Teško je ful biti kul" - 3:34
3. "Ljetni hit" - 3:49
4. "Samo za taj osjećaj" - 4:16
5. "Zimmer frei" - 3:31
6. "Mlohava ćuna" - 3:30
7. "Soundtrack za život" - 4:21
8. "Štrajk" - 0:04
9. "Cirkus" - 2:44
10. "Čekaonica" - 2:43
11. "Frizerska pjesma" - 2:38
12. "Dobri prijatelji" - 3:53
13. "Jednim osmjehom" - 3:40
14. "Par pitanja" - 3:56

## Izvođači
- Milan Kekin - Mile (vokal)
- Zoran Subošić - Zoki (gitara)
- Mladen Subošić - Suba (bubnjevi)
- Krešimir Šokec - Šoki (bas-gitara)
- Milko Kiš - Deda (klavijature)
- Stipe Mađor-Božinović (truba)